# Leonidas Pyrgos
Leonidas Pyrgos (řecky: Λεωνίδας "Λέων" Πύργος, narozený 1874 v Mantinea, Arkádie - datum úmrtí neznámé) byl řecký šermíř, účastník prvních novodobých olympijských her v Athénách v roce 1896, olympijský vítěz.
Byl prvním řeckým olympijským vítězem v historii moderních olympiád, když dosáhl na vítězství v šermu 7. dubna 1896. Soutěžil v jediné disciplíně, která byla pouze pro profesionály – fleret učitelů šermu. Jeho jediným konkurentem v šermířském zápasu, který byl počítán na tři zásahy, byl jeden z nejlepších šermířů na světě, Francouz Joanni Maurice Perronet. Střetnutí vyhrál Pyrgos 3 - 1. Zápas sledoval početný zástup diváků, který povzbuzoval svého prvního řeckého olympijského vítěze a po ukončení ho diváci na ramenou nesli ulicemi města Athény.